# Водяновский (Кумылженский район)
Водяновский — опустевший хутор в Кумылженском районе Волгоградской области России. Входит в состав Поповского сельского поселения.

## История
Во время переписи 2002 года входил в Филинский сельсовет.
В соответствии с Законом Волгоградской области от 14 февраля 2005 года № 1006-ОД «Об установлении границ и наделении статусом Кумылженского района и муниципальных образований в его составе» хутор вошёл в состав образованного Поповского сельского поселения.

## География
Расположен в западной части региона, в лесостепи, в пределах Хопёрско-Бузулукской равнины, являющейся южным окончанием Окско-Донской низменности, на р. Хопёр.
Уличная сеть не развита.
Абсолютная высота 65 метров над уровнем моря.

## Население
| 2010 |
| ---- |
| 0    |

## Инфраструктура
Было развито личное подсобное хозяйство.

## Транспорт
Просёлочные дороги.